# Jasse von Hast
Jasse von Hast (ur. 1974) – fiński muzyk. Jeden z założycieli fińskiej grupy Charon. W latach 1992–2003 był w niej gitarzystą. W 1999, wspólnie z perkusistą, Antti Karihtala, Charona, jako zespół Wolfheart nagrał deathmetalowy album Cold Breath. Od 2003 Hast występuje w grupie Wihastan.